# Edwin C. Brock
Edwin C. Brock é um egiptólogo americano que anteriormente trabalhou no Theban Mapping Project na American University in Cairo. Ele está trabalhando atualmente em estudos de tumbas do Vale dos Reis e já trabalhou nas tumbas de Merneptá (KV8) e de Amenmesés (KV10) juntamente com Otto Schaden e com o Theban Mapping Project (do qual ele foi membro de 1997 a 2004).
Atualmente ele é o Co-diretor do Amenmesse Tomb Project, que em fevereiro de 2006 anunciou a descoberta da KV63, a mais recente tumba descoberta no Vale. Ele também supervisiona o salvamento arqueológico em Luxor como parte do projeto de águas residuais.
Edwin Brock está casado com a egiptóloga canadense Lyla Pinch Brock.

## Publicações
- Documenting the sarcophagi of Ramesses VI, Canadian Mediterranean Institute Bulletin, 13 (2):2 1993